# Jakub Bojko

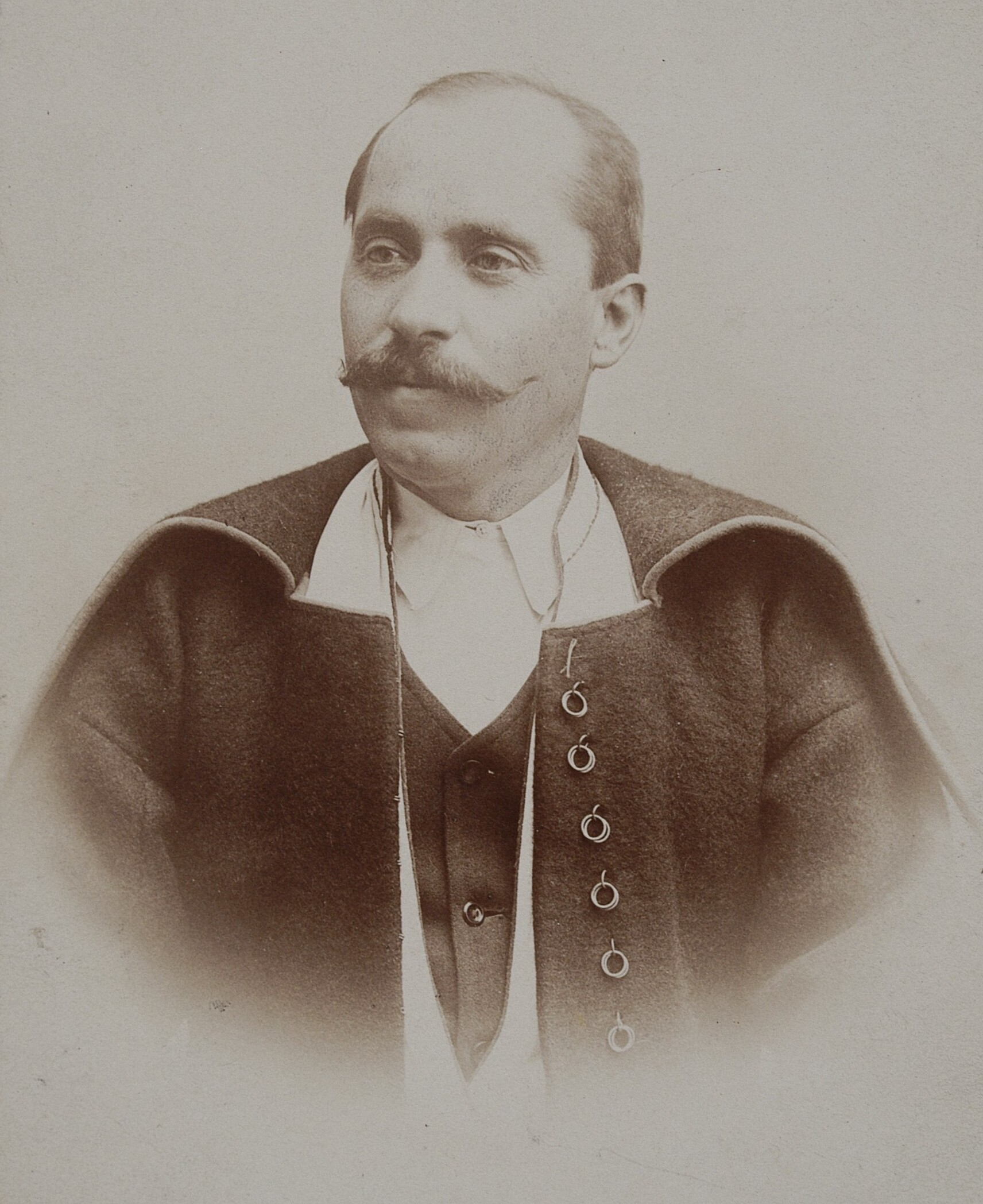
Jakub Bojko

Jakub Bojko (* 7. Juli 1857 in Gręboszów, Powiat Dąbrowski; † 7. April 1943 ebenda) war ein polnischer Politiker der Bauernbewegung, Abgeordneter zum Galizischen Landtag der VII., VIII., IX. und X. Legislaturperioden, zum Österreichischen Abgeordnetenhaus der IX. und XII. Legislaturperioden, zum Vizemarschall der Polnischen Verfassunggebenden Versammlung (1919–1922), zum Vizemarschall des Senats der Republik Polen (1922–1927).

## Leben
Jakub Bojko wurde in einer unvermögenden Bauernfamilie geboren. 1869 starb seine Mutter, 1873 wurde er Vollwaise.
Er erhielte sich als Bauernknecht, Lakai beim Pfarrer, Helfer beim Totengräber und Kirchendiener.
Er besuchte nur vier Volksschulklassen, später ergänzte sein Wissen als Autodidakt. 1877 bis 1889 war der Dorflehrer, danach Gemeindeschreiber. 1891 wurde er zum Dorfschulzen von Gręboszów gewählt. Jakub Bojko begann Artikel an die polnischen Zeitschriften zu schicken, schrieb auch Gedichte und Erzählungen.
Im Sommer 1895 wurde er zum stellvertretenden Vorsitzenden der neugegründeten polnischen Bauernpartei gewählt. Einige Monate später wurde er Abgeordneter des Galizischen Landtags der VII., VIII., IX. und X. Legislaturperioden, zwei Jahre später des Österreichischen Abgeordnetenhauses der IX. und XII. Legislaturperiode. Gleichzeitig blieb er bis 1918 Dorfschulze von Gręboszów. Auf diesem Posten verteidigte er eine Bäuerin, die vom dortigen Dorfpfarrer grundlos um Diebstahl verleumdet wurde. Seine mutige Tat brachte ihm den Konflikt mit dem katholischen Klerus. 1903 gab der Tarnower Bischof Leon Wałęga eine Kurrende heraus, in der Bojko angegriffen wurde.
Am Ende des 19. Jahrhunderts wurde er zum Rat des Polenmuseums Rapperswil gewählt.
Von 1913 bis 1918 bekleidete er den Posten des Vorsitzenden der polnischen Bauernpartei „Piast“. Nach dem Maiputsch 1926 gehörte er zu den Anhängern des Marschall Józef Piłsudski. 1935 beendete er 78-jährig seine politische Tätigkeit.

## Werke (Auswahl)
- Dwie dusze (Zwei Seelen), 1904
- Okruszyny z Gremboszowa (Brotkrümmchen aus Gręboszów), 1911

## Verweise